# 田村彰敏
田村 彰敏（たむら あきとし、1980年5月31日 - ）は、日本の男性元総合格闘家。兵庫県西脇市出身。総合格闘技津田沼道場所属。元修斗世界フェザー級王者。

## 来歴
習志野高校時代は柔道部に所属。18歳で総合格闘技の練習を始めた。
2000年アマ修斗東日本オープントーナメントで準優勝。同年9月に行われた全日本選手権では準決勝戦で山本KID徳郁に判定負けして3位入賞してプロ昇格。
2001年4月8日、プロ修斗デビュー。
2004年7月10日、ミャンマー・ヤンゴンで開催されたミャンマー・ラウェイ協会主催大会で、エー・ボー・セイン（Aya Bo Sein）に顎への左膝蹴りで4R2分52秒KO勝ち。
2007年2月17日、修斗環太平洋ライト級（-65kg）王座決定戦で不死身夜天慶と対戦し、3-0の判定勝ちを収め王座獲得に成功した。
2007年5月18日、修斗世界ライト級（-65kg）タイトルマッチでリオン武と対戦し、3-0の判定勝ちを収め王座獲得に成功した。
2008年3月28日、修斗世界ライト級（-65kg）タイトルマッチで挑戦者の門脇英基と対戦し、0-2の判定負けを喫し王座陥落した。
2008年5月3日、修斗で佐藤ルミナと対戦し、ノースサウスチョークで一本勝ちを収めた。

### WEC
2008年12月3日、WEC初出場となったWEC 37でヴァグネイ・ファビアーノと対戦し、肩固めで一本負けを喫した。
2009年4月5日、バンタム級転向初戦となったWEC 40でマニー・タピアと対戦し、3-0の判定勝ちを収めた。
2010年1月10日、WEC 46でチャーリー・ヴァレンシアと対戦し、1-2の判定負け。WEC戦績1勝2敗となりWECをリリースされた。
2010年5月30日、修斗で上田将勝と対戦し、0-3の判定負けを喫した。
2010年10月30日、SRC初出場となったSRC15のSRCバンタム級ASIAトーナメント2010に修斗推薦選手としてシード出場。準々決勝で佐藤将光と対戦し、2-1の判定勝ちを収めた。12月30日、戦極 Soul of Fightで行なわれた準決勝で中原太陽と対戦し、田村の放った右インローが3度のローブローとなり失格負けとなった。
2014年5月11日、パンクラス初出場となったPANCRASE 258で宮路智之と対戦し、3-0の判定勝ち。
2017年4月22日、2017年2月5日のPANCRASE 284での試合後に 急性硬膜下血腫により緊急手術をしていた事が明らかになり、引退を発表した。
2018年3月25日、修斗の後楽園ホール大会にて引退式が行われた。

## 人物・エピソード
- 現役時代から理学療法士として働いている[8]。

## 戦績
| 総合格闘技 戦績 | 総合格闘技 戦績 | 総合格闘技 戦績 | 総合格闘技 戦績 | 総合格闘技 戦績 | 総合格闘技 戦績 | 総合格闘技 戦績 |
| --------------- | --------------- | --------------- | --------------- | --------------- | --------------- | --------------- |
| 41 試合         | (T)KO           | 一本            | 判定            | その他          | 引き分け        | 無効試合        |
| 21 勝           | 1               | 5               | 15              | 0               | 2               | 0               |
| 18 敗           | 3               | 2               | 12              | 1               | 2               | 0               |

| 勝敗 | 対戦相手                 | 試合結果                      | 大会名                                                           | 開催年月日     |
| ×    | 中原由貴                 | 3R 1:38 TKO（右フック）       | PANCRASE 284                                                     | 2017年2月5日   |
| ○    | MIKE                     | 3分3R終了 判定3-0             | PANCRASE 281                                                     | 2016年10月2日  |
| ○    | 啓之輔                   | 3分3R終了 判定3-0             | PANCRASE 278                                                     | 2016年6月12日  |
| ×    | 横山恭典                 | 3分3R終了 判定0-3             | PANCRASE 271                                                     | 2015年11月1日  |
| ○    | 稲葉聡                   | 3分3R終了 判定2-1             | PANCRASE 267                                                     | 2015年5月31日  |
| ×    | ガイ・デルモ             | 5分3R終了 判定1-2             | PANCRASE 264                                                     | 2015年2月1日   |
| ×    | アンディ・メイン         | 2R 4:34 TKO（マウントパンチ） | PANCRASE 262                                                     | 2014年11月2日  |
| ○    | 宮路智之                 | 3分3R終了 判定3-0             | PANCRASE 258                                                     | 2014年5月11日  |
| ○    | ブライアン・チェ         | 5分3R終了 判定3-0             | 修斗 2013年第4戦                                                 | 2013年9月29日  |
| ×    | 中村好史                 | 5分3R終了 判定0-3             | 修斗 SHOOTO GIG TOKYO Vol.14                                     | 2013年4月21日  |
| ×    | 矢地祐介                 | 5分3R終了 判定0-3             | 修斗                                                             | 2012年7月16日  |
| ×    | 星野勇二                 | 5分3R終了 判定0-3             | 修斗                                                             | 2012年3月10日  |
| ○    | 大澤茂樹                 | 5分3R終了 判定3-0             | SHOOTO the SHOOT 2011                                            | 2011年11月5日  |
| ×    | 徹肌ィ郎                 | 3R 2:45 横三角絞め            | 修斗 SHOOTOR'S LEGACY 03                                         | 2011年7月18日  |
| ×    | 中原太陽                 | 1R 2:07 失格（ローブロー）    | 戦極 Soul of Fight 【バンタム級ASIAトーナメント2010 準決勝】     | 2010年12月30日 |
| ○    | 佐藤将光                 | 5分2R終了 判定2-1             | SRC15 【バンタム級ASIAトーナメント2010 準々決勝】                | 2010年10月30日 |
| ×    | 上田将勝                 | 5分3R終了 判定0-3             | 修斗 The Way of SHOOTO 03 〜Like a Tiger, Like a Dragon〜        | 2010年5月30日  |
| ×    | チャーリー・ヴァレンシア | 5分3R終了 判定1-2             | WEC 46: Varner vs. Henderson                                     | 2010年1月10日  |
| ○    | マニー・タピア           | 5分3R終了 判定3-0             | WEC 40: Torres vs. Mizugaki                                      | 2009年4月5日   |
| ×    | ヴァグネイ・ファビアーノ | 3R 4:48 肩固め                | WEC 37: Torres vs. Tapia                                         | 2008年12月3日  |
| ○    | 佐藤ルミナ               | 3R 2:37 ノースサウスチョーク  | "修斗伝承 01" ROAD TO 20th ANNIVERSARY                           | 2008年5月3日   |
| ×    | 門脇英基                 | 5分3R終了 判定0-2             | 修斗 BACK TO OUR ROOTS 08 【修斗世界ライト級チャンピオンシップ】 | 2008年3月28日  |
| ○    | リオン武                 | 5分3R終了 判定3-0             | 修斗 BACK TO OUR ROOTS 3 【修斗世界ライト級チャンピオンシップ】  | 2007年5月18日  |
| ○    | 不死身夜天慶             | 5分3R終了 判定3-0             | 修斗 【修斗環太平洋ライト級王座決定戦】                          | 2007年2月17日  |
| ○    | ウィッキー聡生           | 5分3R終了 判定3-0             | 修斗                                                             | 2006年12月2日  |
| ○    | 粕谷さかえ               | 1R 2:16 腕ひしぎ十字固め      | 修斗                                                             | 2006年9月8日   |
| ×    | 不死身夜天慶             | 1R 2:10 KO（右フック）        | 修斗 SHOOTO THE DEVILOCK                                         | 2006年5月12日  |
| ○    | 斉藤正臣                 | 1R 1:02 TKO（膝蹴り）         | D.O.G V                                                          | 2006年4月1日   |
| ○    | イアン・ラブランド       | 1R 3:40 三角絞め              | MARS in 有明                                                     | 2006年2月4日   |
| ×    | リオン武                 | 5分3R終了 判定0-2             | 修斗                                                             | 2005年11月6日  |
| ○    | 碓氷早矢手               | 2R 4:51 スリーパーホールド    | 修斗                                                             | 2005年9月23日  |
| ○    | 孫煌進                   | 5分2R終了 判定2-0             | 修斗                                                             | 2005年7月30日  |
| ×    | 門脇英基                 | 5分2R終了 判定0-3             | 修斗                                                             | 2005年3月11日  |
| ○    | グセイン・アリエフ       | 1R 1:53 腕ひしぎ十字固め      | FEFoMP: Pankration Open Cup 2004                                 | 2004年4月5日   |
| △    | 村山英慈                 | 5分2R終了 判定1-0             | 修斗                                                             | 2004年3月22日  |
| ○    | 南部陽平                 | 5分2R終了 判定3-0             | 修斗                                                             | 2003年11月3日  |
| ○    | 小林正俊                 | 5分2R終了 判定3-0             | 修斗                                                             | 2003年3月18日  |
| ×    | 小松寛司                 | 2R途中 テクニカル判定0-3      | 修斗 【新人王トーナメント ライト級 準決勝】                      | 2002年8月27日  |
| △    | 風田陣                   | 5分2R終了 判定1-0             | 修斗 【新人王トーナメント ライト級 1回戦】                       | 2002年1月25日  |
| ○    | REDスレイヤー・がい      | 5分2R終了 判定3-0             | 修斗                                                             | 2001年8月15日  |
| ×    | 村山英慈                 | 5分2R終了 判定0-3             | 修斗                                                             | 2001年4月8日   |

## 獲得タイトル
- 東日本アマチュア修斗選手権 ライト級 準優勝（2000年）
- 全日本アマチュア修斗選手権 ライト級 3位（2000年）
- 第2代修斗環太平洋ライト級王座（2007年）
- 第6代修斗世界ライト級王座（2007年）